# Martinpuich
Martinpuich ist eine französische Gemeinde in der Region Hauts-de-France, im Département Pas-de-Calais und im Arrondissement Arras. In der Gemeindegemarkung befindet sich der höchste Punkt des Kantons Bapaume auf 158 Metern über Meereshöhe. Martinpuich grenzt im Nordwesten an Courcelette, im Nordosten an Le Sars, im Osten an Flers, im Südosten an Longueval, im Süden an Bazentin und im Südwesten an Contalmaison.

## Bevölkerungsentwicklung
| Jahr      | 1962 | 1968 | 1975 | 1982 | 1990 | 1999 | 2007 | 2013 |
| --------- | ---- | ---- | ---- | ---- | ---- | ---- | ---- | ---- |
| Einwohner | 289  | 281  | 243  | 228  | 216  | 209  | 200  | 201  |